# Alexei Dmitrijewitsch Butowski

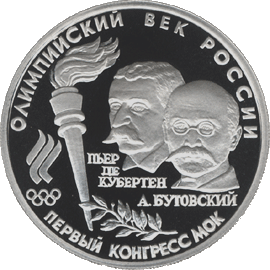
Alexei Dmitrijewitsch Butowski

Alexei Dmitrijewitsch Butowski (auch: Aleksey Butovsky; russ. Алексей Дмитриевич Бутовский; * 9. Juni 1838 im Gouvernement Poltawa, Russisches Kaiserreich, heutige Ukraine; † 25. Februar 1917 in Petrograd) war ein russischer General und Militärpädagoge, der als Gründungsmitglied des Internationalen Olympischen Komitees (IOC) an der Wiederbelebung der Olympischen Spiele der Neuzeit beteiligt war.
Der Familienname von Butovsky wird in einer Reihe historischer Dokumente mit unterschiedlicher Schreibweise in die französische, englische oder deutsche Sprache übersetzt. Auch Pierre de Coubertin, der Butovsky als Gründungsmitglied in das IOC berufen hatte, benutzte in diversen handschriftlichen Aufzeichnungen die Schreibweise Boutowski. Andere Schreibweisen sind Butovski oder Boutowsky.
Butovsky war Sohn eines russischen Großgrundbesitzers und Gutsherren. Seinen späteren frankophilen Neigungen entsprechend nannte man ihn bei offiziellen Anlässen, um seine Abstammung angemessen zu würdigen, auch de Butovsky. Der literarisch interessierte junge Butovsky begann eine Ausbildung an verschiedenen Offizierschulen. Bereits mit 19 Jahren war er an diesen Schulen als Nachhilfelehrer tätig. 1871 wurde er schließlich Lehrer am Petersburger Militärgymnasium.
Butovsky erkannte, dass die traditionelle Körperertüchtigung an den Offizierschulen für die Erfordernisse der Zeit, die sich durch moderne Kriegstechniken vollkommen verändert hatte, nicht mehr ausreichend war. Er verfasste neue Theorien und Methodiken der Leibeserziehung, die er, inzwischen in der Hauptverwaltung der Offizierschulen tätig, umzusetzen versuchte. Butovsky erzielte damit auch außerhalb des Militärs Aufmerksamkeit, und so berief das Ministerium für Volksaufklärung ihn 1888 in einen Ausschuss, der eine Verbesserung des Turnunterrichts in den zivilen Lehranstalten herbeiführen sollte.
Butovsky verfügte neben seiner Militärausbildung über ein sehr fundiertes Wissen. So beherrschte er mehrere Fremdsprachen fließend, wobei er eine besondere Vorliebe für Französisch entwickelte. Er unternahm eine Reihe von Studienreisen, vornehmlich nach Frankreich. Auf einer mehrmonatigen Reise im Frühjahr 1892, mit der er in verschiedenen Ländern das dortige System im Turnen und Fechten studieren wollte, traf er erstmals auf Pierre de Coubertin, der sich zu dieser Zeit bereits intensiv mit der Wiederbelebung der Olympischen Spiele beschäftigte.
Coubertin benötigte zur Umsetzung seiner Idee für das 1894 gegründete Internationale Olympische Komitee Vertreter aus möglichst allen politisch und geografisch bedeutsamen Ländern jener Zeit. Hierzu gehörte auch Russland, dass sich Frankreich auf politischer Ebene durch Freundschaftsvertrag (1891) und Militärkonvention (1893) inzwischen stark angenähert hatten. Seine Wahl fiel auf Butovsky. Der gebildete Herr aus gutem Haus mit Interesse für Pädagogik und moderne Leibeserziehung passte genau in das Bild, das sich Coubertin von den Mitgliedern des IOCs gemacht hatte.
In Vorbereitung auf die ersten Olympischen Spiele 1896 in Athen startete Butovsky eine Kampagne zur Entsendung russischer Sportler zu den Olympischen Spielen. Sie blieb jedoch erfolglos. Kein Sportler aus Russland nahm an den Wettkämpfen teil. So war Butovsky einziger Vertreter Russlands bei den Spielen. Der offizielle Auftrag für seine mehrmonatige Reise nach Österreich, Italien und Griechenland lautete, das System der Leibesübungen in diesen Ländern zu studieren.
Butovsky verfolgte die Spiele sehr intensiv und schrieb anschließend ein Buch mit dem Titel Athen im Frühling 1896. Dieses Werk mit vielen detaillierten Beschreibungen über den Verlauf und die Feierlichkeiten ist eines der wenigen Zeitzeugenberichte, die das Geschehen der ersten Olympischen Spiele umfassend wiedergeben.
Butovskys Bemühungen um eine Beteiligung Russlands an Olympischen Spielen blieb auch nach 1896 zunächst von Erfolglosigkeit geprägt. Möglicherweise war dies der Grund für sein Ausscheiden 1900 aus dem IOC. Die wahren Gründe liegen aber im Dunkel. Trotzdem blieb Butovsky der olympischen Bewegung und auch Pierre de Coubertin verbunden. So nahm er 1905 am III. Olympischen Kongress in Brüssel teil, über den er anschließend einen allgemein beachteten Bericht verfasste. Schließlich kam es 1911 dank seines Engagements auch zur Gründung des Nationalen Olympischen Komitees Russlands (Olimpijski Komitet Rossii).
Die Leibeserziehung war für Butovsky inzwischen ein grundlegendes pädagogisches Mittel geworden, dessen Verbreitung und Einführung an möglichst vielen Lehranstalten es zu erreichen galt. So beschränkte er seine Lehrtätigkeit nicht mehr nur auf militärische Schulen. 1910 unterrichtete er an der neu eingerichteten Turn- und Fechtschule in Sankt Petersburg. Für die Verbreitung seiner Theorien und Methodiken schrieb er zahlreiche Bücher und Berichte, die heute als wichtiger Beleg für den Wandel des Erziehungssystems jener Zeit gelten.
| Personendaten    | Personendaten                                                                                            |
| ---------------- | --- |
| NAME             | Butowski, Alexei Dmitrijewitsch                                                                          |
| ALTERNATIVNAMEN  | Boutowski, Aleksey Dimitrivic; Бутовский, Алексей Дмитриевич (russisch)                                  |
| KURZBESCHREIBUNG | russischer General, Militärpädagoge und Gründungsmitglied des Internationalen Olympischen Komitees (IOC) |
| GEBURTSDATUM     | 9. Juni 1838                                                                                             |
| GEBURTSORT       | Gouvernement Poltawa, Russisches Kaiserreich                                                             |
| STERBEDATUM      | 25. Februar 1917                                                                                         |
| STERBEORT        | Petrograd                                                                                                |